# L'Aiguille (Puy-de-Dôme)
Pour les articles homonymes, voir Aiguille.
L'Aiguille est un sommet des monts Dore dans le Massif central.

## Géographie
L'Aiguille est située sur une ligne de crête entre le puy de Cliergue et la tour Carrée dans le Puy-de-Dôme, entre les communes de La Tour-d'Auvergne et de Mont-Dore, au nord-ouest du puy de Sancy.

## Activités

### Protection environnementale
L'Aiguille est incluse dans le site Natura 2000 « Monts Dore » et répertoriée en ZNIEFF de type 2 « Monts Dore », ainsi que dans la ZNIEFF de type 1 « Montagne de Bozat - Chambourguet ».

### Randonnée
Elle est traversée par le sentier de grande randonnée 30 qui suit la ligne de crête.